# Der Pate kehrt zurück
Der Pate kehrt zurück (The Godfather Returns) ist ein 2004 veröffentlichter Mafiaroman von Mark Winegardner, welcher 2006 in deutscher Sprache erschien. Es handelt sich um eine Fortsetzung von Mario Puzos Roman Der Pate von 1969. Chronologisch steht Der Pate kehrt zurück zwischen Der Pate und der Filmfortsetzung Der Pate – Teil II. 2007 folgte mit Die Rache des Paten ein weiterer Teil, welcher zwischen dem zweiten Teil und dem dritten Teil spielt.

## Handlung
Das Buch erzählt von der Zeit der Corleone-Familie nach dem Zweiten Weltkrieg. Michael Corleone führt den Clan und versucht die Macht zu steigern. Der Leser erfährt wie Peter Clemenza stirbt und mit Nick Geraci wird eine neue Figur eingeführt, der zum Todfeind der Corleones wird.